# Grablegung (Victoria and Albert Museum)

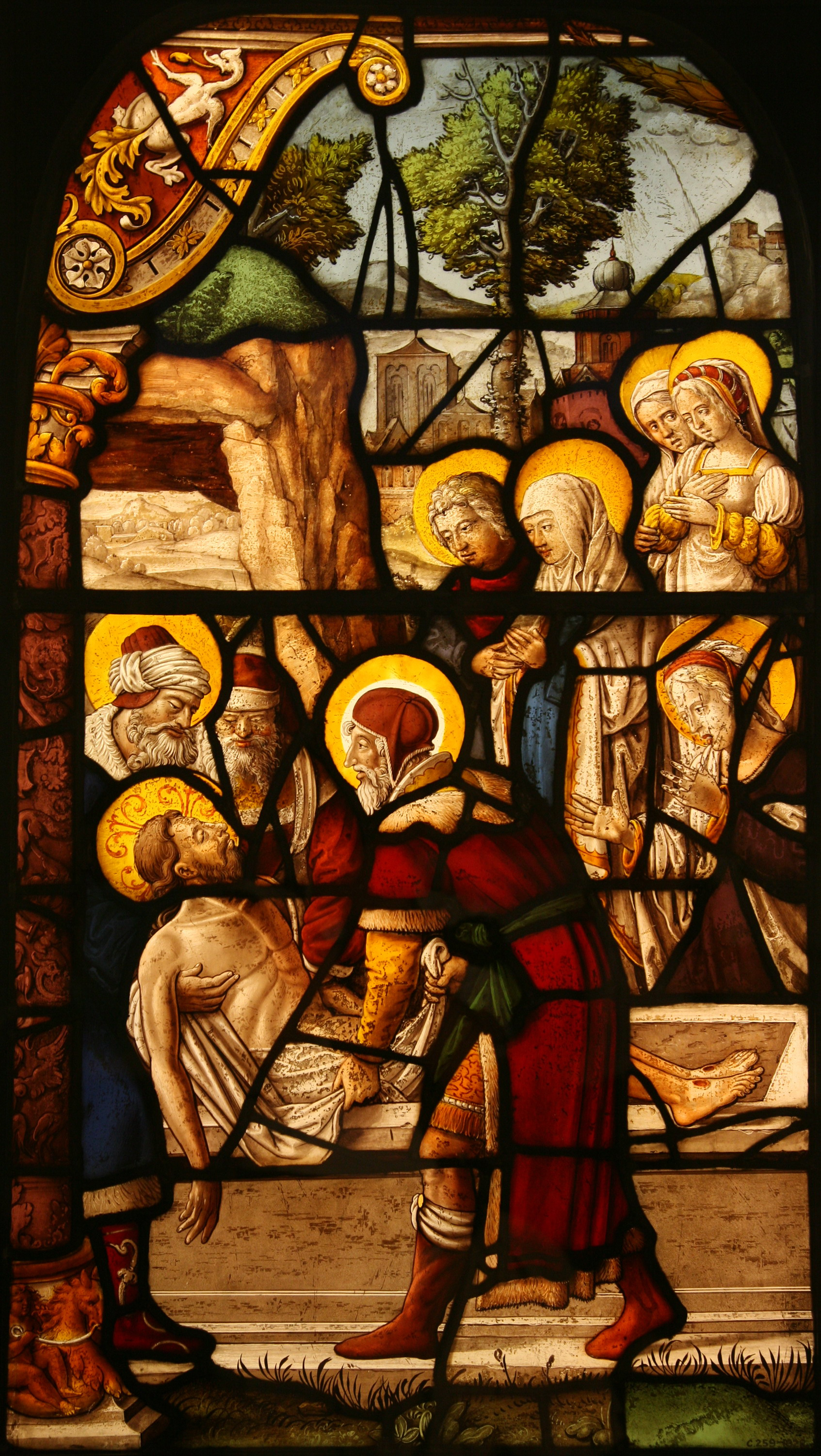
Grablegung Christi, 1539/40 geschaffen für den Kreuzgang des Klosters Steinfeld

Die Darstellung der Grablegung Christi ist Teil eines dreibahnigen Bleiglasfensters, das 1539/40 von Gerhard Remsich für den Kreuzgang des Klosters Steinfeld geschaffen wurde. Es befindet sich seit 1928 im Victoria and Albert Museum in London.

## Herkunft
Nachdem das Fenster im Kreuzgang des Klosters Steinfeld in der Eifel wegen Kriegswirren fünfmal aus- und wieder eingebaut worden war, wurde es 1785 endgültig entfernt. Nach der Säkularisation kam es über den Kunsthandel 1802 nach England an Earl Brownlow in Ashridge Park. Dort wurde die Scheibe (mit einer Höhe von 98,5 cm und einer Breite von 56,4 cm) 1802 bis 1811 restauriert, und schließlich wurde sie 1928 mit vielen anderen bei einer Versteigerung von Ernest E. Cook erworben und dem Victoria and Albert Museum (Inventar-Nr. C.259-1928) in London geschenkt.

## Beschreibung

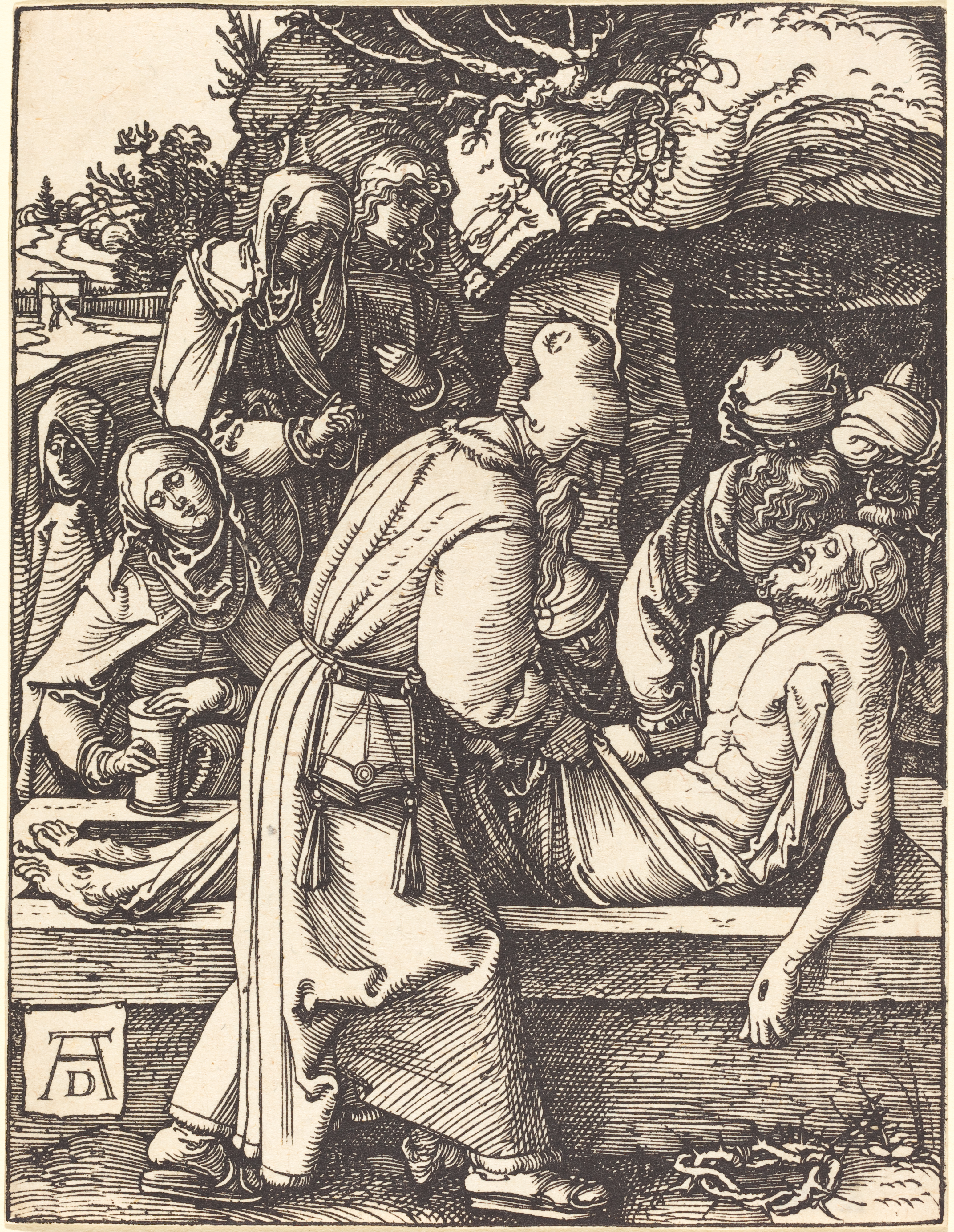
Grablegung Christi von Albrecht Dürer, um 1509/11

Auf der linken Seite dieses ehemaligen gotischen Kreuzgangfensters befand sich die Grablegung Christi, in der Mitte war die Beweinung Christi und rechts davon war die Kreuzabnahme Christi dargestellt. Bei der Grablegung werden Josef von Arimathäa und Nikodemus gezeigt wie sie den Körper Christi in einen Sarkophag betten. Dahinter steht Maria, die von Johannes dem Evangelisten gestützt wird. Hinter dem Sarkophag kniet Maria Magdalena mit erhobenen Händen. Zwei weitere trauernde Frauen, ebenfalls mit einem Nimbus versehen, stehen dahinter. Der obere Teil der Scheibe zeigt eine bergige Landschaft mit Stadtansicht, die von einem Kirchengebäude dominiert wird. Die Personen bilden von links vorne nach rechts oben eine diagonale Bildachse.

## Vorbild
Der Darstellung der Grablegung Christi diente möglicherweise als Vorbild ein Holzschnitt der Kleinen Passion von Albrecht Dürer aus der Zeit um 1509 bis 1511.